# پتروچاینا

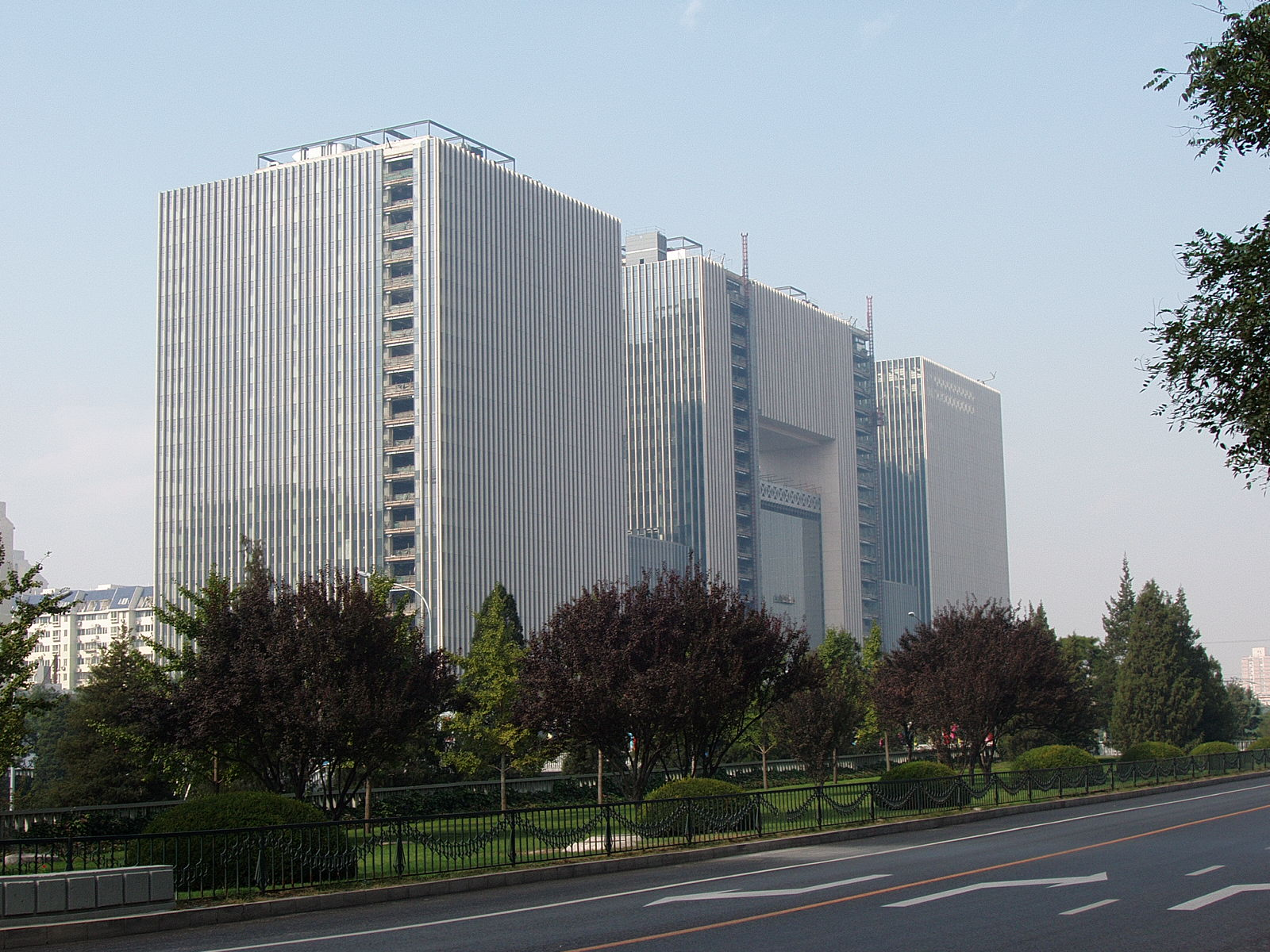
ساختمان مرکزی پتروچاینا در منطقه دانگ چنگ، پکن

پتروچاینا (به چینی ساده‌شده: 中国石油天然气股份有限公司) شرکت نفتی چینی است، که تحت مدیریت مستقیم شرکت ملی نفت چین اداره می‌شود و دفتر مرکزی آن در شهر پکن قرار دارد.
این شرکت بزرگترین تولید کننده نفت خام در کشور چین می‌باشد. بخشی از سهام شرکت پتروچاینا در بازارهای بورس نیویورک، بورس شانگهای و بورس هنگ کنگ معامله می‌شود.

## پیشینه
پتروچاینا در تاریخ ۵ نوامبر ۱۹۹۹ به عنوان یک شرکت تابعه از شرکت ملی نفت چین و به‌منظور بازسازی و تکمیل ساختار این شرکت تأسیس شد.
پتروچاینا در ابتدا فقط در بخش‌های اکتشاف، تولید نفت خام، پالایش گاز، همچنین صنایع پتروشیمی و خرید و فروش مواد شیمیایی آغاز بکار نمود، که بعدها در بخش‌های دیگر صنعت نفت نیز فعالیت کرد.

## فعالیت‌ها
عوامل فراوانی در موفقیت این شرکت دخالت داشته، ولی مهم‌ترین عامل استفاده از سیاست انحصار دوگانه شرکت‌های پتروچاینا و ساینوپک، در بازار نفت و گاز چین و سپس ادامه همان سیاست، در سطح آسیا بود، که باعث شد، این دو شرکت به بزرگترین شرکت‌های نفتی قاره آسیا مبدل گردند. در طول سال‌های بعد، با سرعت بیشتری به توسعه فعالیت‌های خود پرداختند، که حاصل آن، ورود به بازار نفت و گاز آفریقا سپس آمریکا و حتی اروپا بود!
در تاریخ ۱۹ اوت ۲۰۰۹ پتروچاینا قراردادی به مبلغ ۵۰ میلیارد دلار با اکسان‌موبیل، برای خرید گاز مایع از میدان گرگون در غرب استرالیا منعقد کرد، که این قرارداد بزرگترین قرارداد تجاری می‌باشد که تاکنون بین چین و استرالیا به امضا رسیده‌است. این قرارداد برای مدت ۲۰ سال عرضه سوخت ال‌ان‌جی به چین را تضمین می‌کند.